# 川端海翼
川端 海翼（かわばた かいと、2003年9月18日 - ）は、日本中央競馬会 (JRA) の騎手。

## 来歴
競馬好きの家庭に生まれ、子供の頃から家族に連れられて競馬場に行っていた。
小学6年生の時、母親の勧めで函館競馬場の乗馬スポーツ少年団で乗馬を始める。
同じスポーツ少年団に所属し、後に競馬学校の同期となる鷲頭虎太の影響を受けて騎手を志す。
2018年、競馬学校騎手過程38期に合格。他の同期には今村聖奈、大久保友雅、佐々木大輔、土田真翔、角田大河、西塚洸二がいる。
2022年、浜田多実雄厩舎所属でデビュー。同年3月5日の阪神3Rでテイエムアルプスに騎乗し、初騎乗を果たす(15着)。
同年9月8日のヤングジョッキーズシリーズTR園田第2戦にて、ジュンダッシュに騎乗し、自身初勝利を挙げた。
同年11月13日の阪神2Rでエーティースピカに騎乗し、JRA初勝利を挙げた。
2023年5月31日付で、浜田多実雄厩舎を離れフリーになる。

## 人物
- 北海道出身だが、小学5年生まで大阪に住んでいた為関西弁で話す[1]。
- 目標とする騎手は武豊と藤岡佑介。多くの人から信頼され、GIを多く勝てる騎手を目指している[7]。

## 騎乗成績
|            | 日付           | 競馬場・開催    | 競走名             | 馬名             | 頭数 | 人気 | 着順 |
| ---------- | -------------- | --------------- | ------------------ | ---------------- | ---- | ---- | ---- |
| 初騎乗     | 2022年3月5日   | 1回阪神7日目3R  | 3歳未勝利          | テイエムアルプス | 16頭 | 12   | 15着 |
| 初勝利     | 2022年11月13日 | 5回阪神4日目2R  | 2歳未勝利          | エーティースピカ | 14頭 | 4    | 1着  |
| 重賞初騎乗 | 2024年4月13日  | 2回阪神7日目11R | アーリントンカップ | セレスト         | 16頭 | 16   | 12着 |
| GI初騎乗   |                |                 |                    |                  |      |      |      |